# ТЕС Лебап/Зергер
38°58′30″ пн. ш. 63°28′2″ сх. д. / 38.97500° пн. ш. 63.46722° сх. д.
ТЕС Лебап/Зергер – теплова електростанція на сході Туркменістану.
У 2014 році на майданчику станції, що знаходиться за кілька кілометрів від околиць міста Чарджоу,  ввели в експлуатацію першу чергу, відому як ТЕС Лебап. Вона має три встановлені на роботу у відкритому циклі газові турбіни потужністю по 50 МВт. 
У 2021-му стала до ладу друга черга – ТЕС Зергер. У ній так само працюють три встановлені на роботу у відкритому циклі газові турбіни, проте зі значно більшою потужністю – по 144 МВт. 
Для забезпечення ТЕС Зергер водою та скиду відпрацьованої води було необхідно прокласти два трубопроводу завдовжки по 6,5 км.
Видача продукції відбувається по ЛЕП, розрахованим на роботу під напругою 220 кВ та 110 кВ.
Як паливо ТЕС споживає природний газ, який на момент запуску першої черги надходив в район Чарджоу по трубопроводу Малай – Сакар – Керкі. Оскільки друга черга потребувала великих обсягів блакитного палива додатково проклали газопровід Учаджи – Зергер.